# Carola Häggkvist
Carola Maria Häggkvist (Norsborg, 8 de septiembre de 1966), también conocida como Carola, es una de las más populares cantantes suecas. Ha sido ganadora de varios festivales de la canción: Melodifestivalen (en 1983, 1991 y 2006) y del Festival de la Canción de Eurovisión (en 1991).

## Biografía
Nació en la localidad sueca de Hägersten. Saltó a la fama gracias a su participación en el Melodifestivalen 1983 a los 16 años, con la canción Främling la cual resultó ganadora, logrando posteriormente el tercer lugar en el Festival de la Canción de Eurovisión de ese año. 
El sencillo vendió un millón de copias, récord absoluto hasta el momento en Suecia. Ganó nuevamente el certamen Melodifestivalen 1991 con la canción Fångad av en stormvind ("Atrapada en un viento tormentoso") y en Melodifestivalen 2006 con "Evighet" ("Eternidad"). 

## Carrera

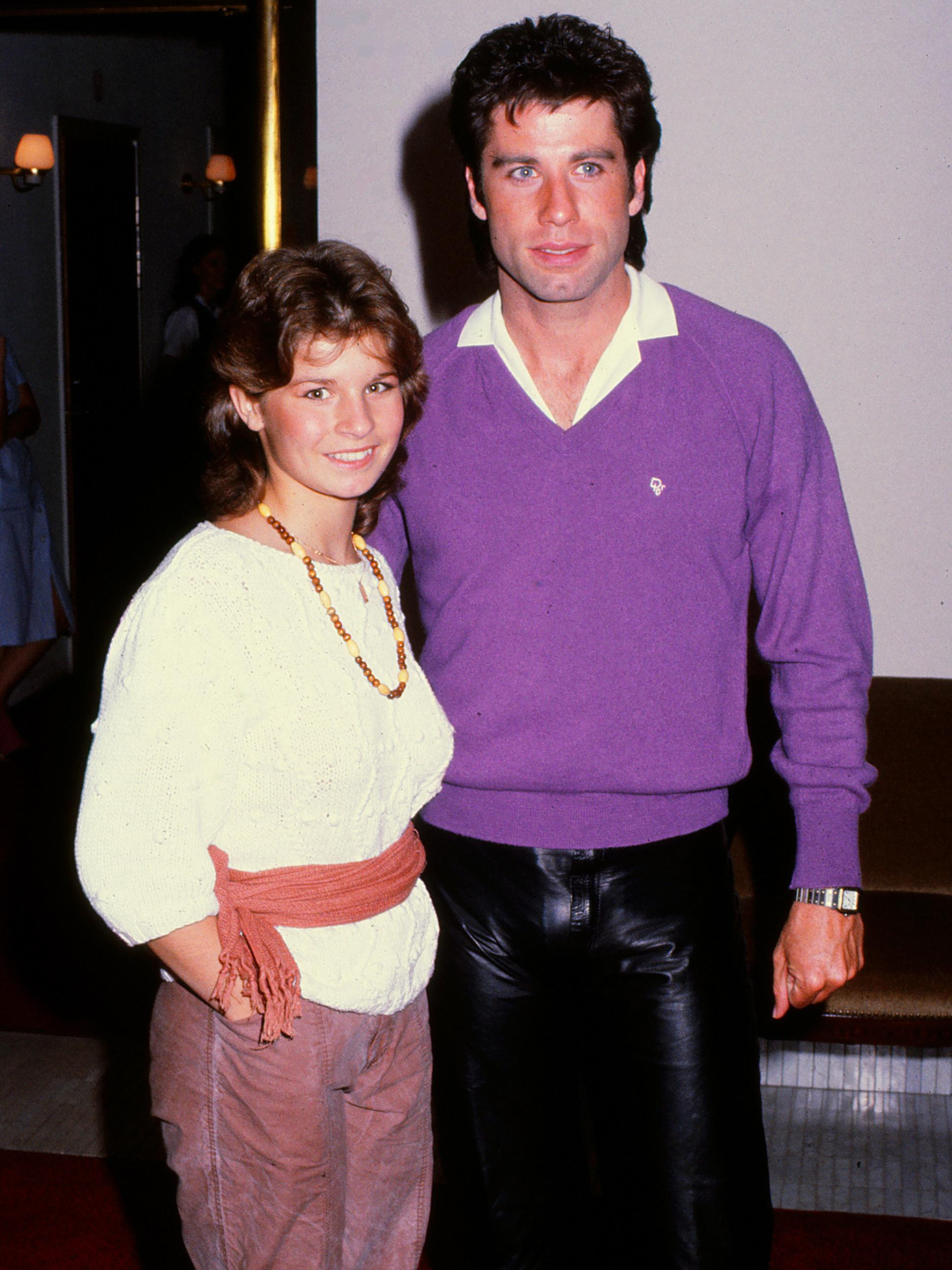
Carola y John Travolta en 1983

Tras su paso por Eurovisión comenzó una exitosa carrera discográfica en los países escandinavos. Tras volver a participar en el Melodifestivalen y vencer, acudió de nuevo a Eurovisión en 1991 en Roma, con la canción Fångad av en Stormvind. Al final de la votación resultó un empate entre Carola y la representante francesa Amina. Sin embargo, la mayor cantidad de doces y dieces otorgados por los jurados hizo que el desempate se resolviese a favor de Suecia. 
Abrió el festival de 1992 con un single en inglés y actuó en la televisión china durante Nochevieja, siendo la primera artista sueca en editar allí un disco. Durante 3 años hizo el papel de María en el musical Sonrisas y lágrimas, por el cual ganó el premio Máscara de Oro. 
Había sido miembro del grupo cristiano de carácter carismático Livets Ord desde los años 1980, y en 1990 se casó con el pastor evangélico Runar Soergaard de Noruega.´Durante su carrera lanzó varios álbumes de música cristiana y navideños. 
Su carrera se relanzó a partir de 1999 con el disco Jul i Betlehem, con el que consiguió doble platino en Suecia. A éste le siguieron varios álbumes que entraron en los puestos más altos de las listas de ventas. El resurgir de Carola culminó con su victoria en el Melodifestivalen de 2006 y la canción Evighet ("Eternidad") dedicada a su nueva pareja, el noruego Edward John. Por tercera vez se presentó a Eurovisión, traduciendo el tema a Invencible y consiguiendo el quinto puesto en Atenas. 
Fue elegida la mejor cantante de Suecia por los telespectadores del famoso show de la televisión sueca Folktoppen en agosto de 2006.
El 14 de julio de 2007 actuó junto con Måns Zelmerlöw, en el cumpleaños de la princesa Victoria de Suecia.

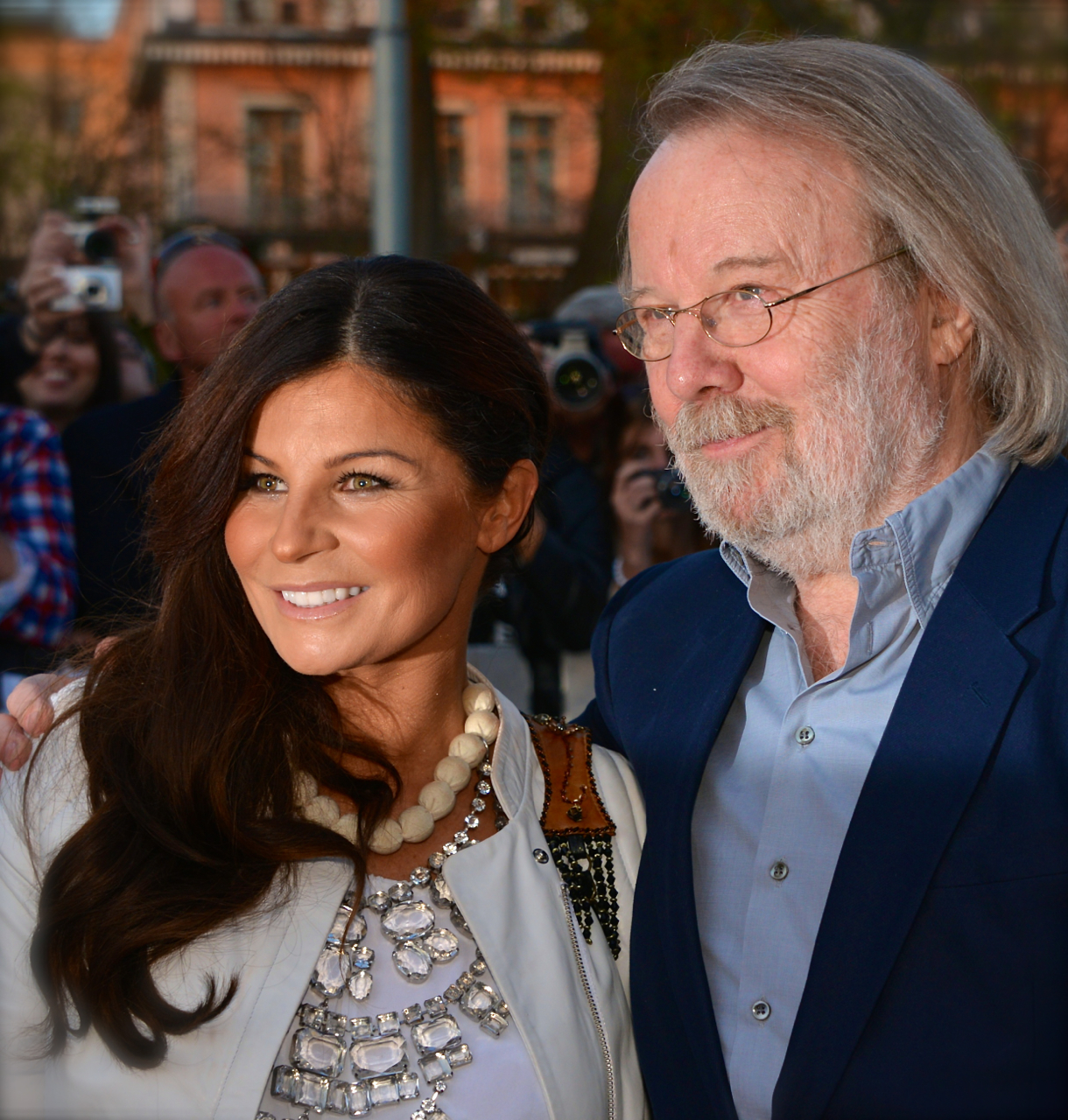
Carola con Benny Andersson (ABBA) en 2013

El 16 de febrero de 2008 regresa al Melodifestivalen de la mano de Andreas Johnson, que interpretan el tema "One Love" "en la 2ª semifinal. En esta ocasión sin embargo, sólo pasaron a la fase de repesca y no llegaron a la final. 
El 19 de junio de 2010 Victoria de Suecia la invita a hacer una presentación para su boda en el Jardín Blanco donde la pareja bailó el vals.
En 2020 realizó una colaboración con Zara Larsson, interpretando el tema "Säg mig var du stås, que llega al número 2 de las listas suecas. En 2023 lanza otro single con el artista Benjamin Ingrosso

## Vida personal

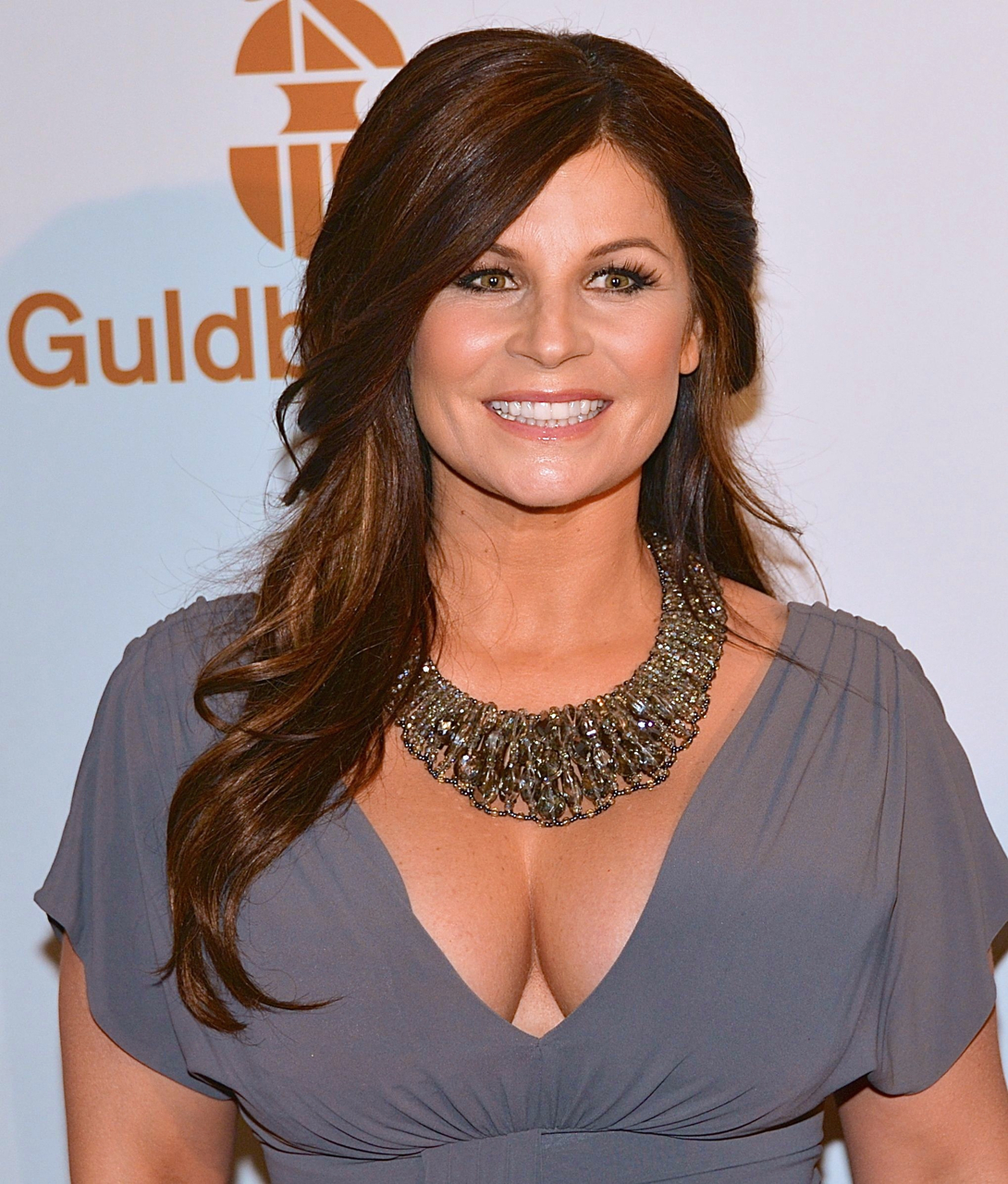
Carola

Con Runar Soergaard tuvo un hijo, Amadeus, nacido en 1998. El matrimonio se divorció en 2000. Tiene otra hija, Zoe, a quien adoptó en 2012. Su postura religiosa le ha llevado a hacer polémicas declaraciones con respecto a la homosexualidad, que años más tarde matizó. No obstante en 2014 llegaría reconocer un breve romance con una mujer en los años 80, matizando de nuevo sus palabras acerca de la homosexualidad. En 2015 ayudó a un hombre a transportar refugiados en la isla griega de Kos. Al evitar que unos ladrones de coches robaran el motor del barco, provocó una persecución en carretera, por la que los ladrones la acusaron de transportar ilegalmente refugiados. Sería arrestada tras la denuncia pero puesta en libertad poco después sin cargos. 
En 2007 fue galardonada con la Medalla del Rey. La prensa sensacionalista sueca ha hecho referencia en numerosas ocasiones a su cercanía a la iglesia evangélica Word of Life.

## Discografía
- 1983 - Främling Suecia N.º #1
- 1985 - Happy days Suecia N.º #1
- 1986 - Runaway  #1
- 1987 - Carola & Per-Erik i Rättviks kyrka
- 1990 - Much more
- 1991 - Hits
- 1991 - Jul #20
- 1992 - Hello Udrien #1
- 1993 - My tribute #21
- 1994 - Personligt #14
- 1995 - The sound of music #15
- 1996 - Hits vol 2 #50
- 1997 - Det bästa av Carola #40
- 1998 - Blott en dag #2
- 1999 - Jul i Betlehem
- 2001 - Sov på min arm
- 2001 - My show #6
- 2003 - Guld platina & passion - Det bästa med Carola #1(2CD)
- 2003 - Guld platina & passion - Det mesta med Carola #1(4CD)
- 2003 - Jul i Betlehem - Jubileumsutgåvan #1 (2CD)
- 2004 - Credo #2
- 2004 - 18 bästa #3
- 2005 - Störst av allt
- 2006 - Från nu till evighet #1
- 2006 - Från nu till evighet + 18 bästa #1 (2CD) with Udrien Häggkvist
- 2007 - "I denna natt blir världen ny" (Jul i Betlehem II)" #1
- 2008 - "Främling (25 år)" #1
- 2009 - "Christmas in Bethlehem"
- 2011 - "Elvis, Barbra & jag" #1
- 2016 - "Drömmen om julen" #6